# Bopfingen
Bopfingen è un comune tedesco di 11 755 abitanti situato nel land del Baden-Württemberg.

## Storia
Antichissimo centro le cui tracce risalgono addirittura a 8.000 anni fa, venendo abitato ininterrottamente fino ad oggi, essendo stato comunità celtica, borgo romano. È documentata col nome odierno dal 750 d.C.
Nel 1241 le venne riconosciuto lo statuto di città libera dell'Impero e dal 1488 fece parte della lega delle città sveve.
Comunità municipale autonoma ed indipendente, ebbe diritto di seggio e voto al Reichstag nel Banco delle città sveve fino al 1802, quando, mediatizzata, fu annessa dalla Baviera.

## Amministrazione

### Gemellaggi
- Russi (Italia)
- Beaumont (Francia)